# Constituția Poloniei

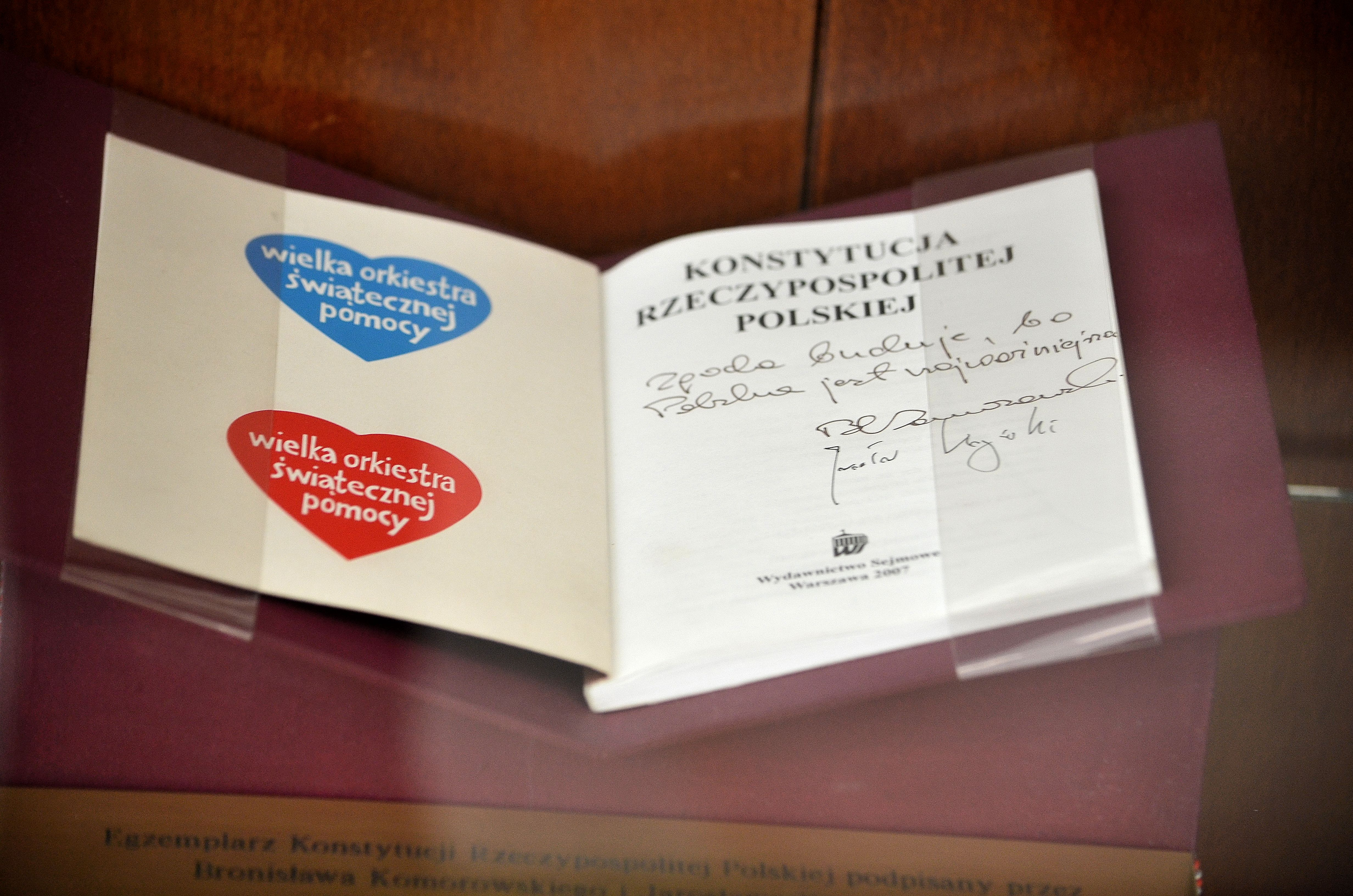
O copie a Constituției semnată de candidați după dezbaterea din 2 iulie, înainte de alegerile prezidențiale din Polonia din 2010, expusă în Sejm

Constituția Poloniei, aprobată de către Adunarea Națională a Poloniei în 2 aprilie 1997, aprobată prin referendum național la 25 mai 1997 și intrată în vigoare la 17 octombtrie 1997, este legea fundamentală actuală a statului polonez.

## Legăturiexterne
- Constituția Poloniei în engleză